# Der Kuss vor dem Hôtel de Ville
Der Kuss vor dem Hôtel de Ville, auch Der Kuss vor dem Rathaus (französisch Le Baiser de l’Hôtel de Ville), ist eine Schwarzweißfotografie des französischen Fotografen Robert Doisneau aus dem Jahr 1950. Sie zeigt ein sich küssendes Paar auf einem belebten Gehweg vor dem Hôtel de Ville, dem Rathaus von Paris.
Die Fotografie entstand als Auftragsarbeit für das US-Magazin Life, in dem sie im Juni 1950 erschien. Als Liebespaar hatte Doisneau zwei Schauspielschüler engagiert, die er beim Küssen in der Pariser Innenstadt beobachtet hatte. In den 1980er Jahren wiederentdeckt, wurde die Aufnahme seitdem auf einer Vielzahl von Produkten wie Postern, Kalendern und Schreibwaren abgebildet. Sie entwickelte sich zu einem Symbol für Liebe und Romantik und gilt als eine der am häufigsten reproduzierten Fotografien der Welt.

## Beschreibung

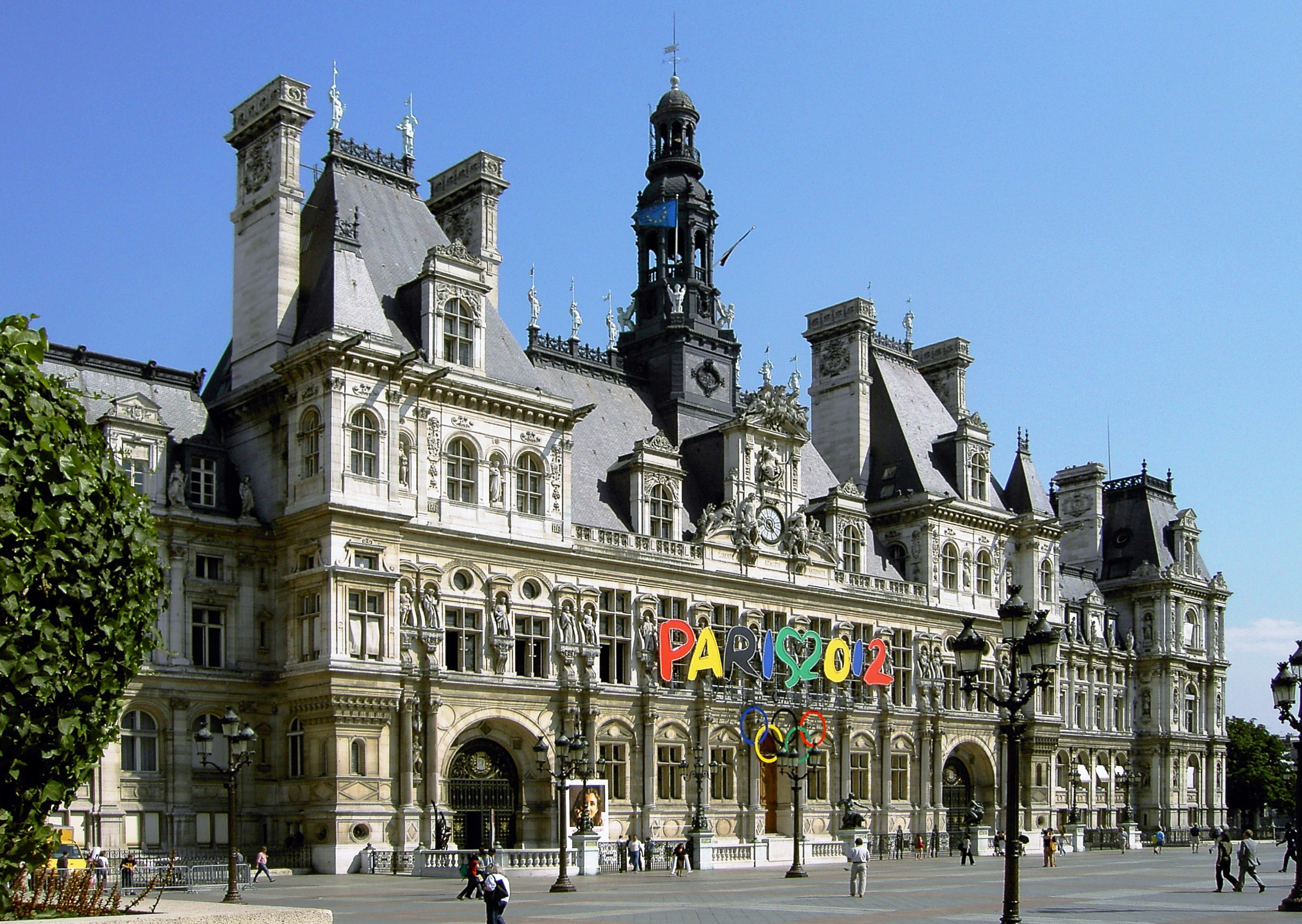
Die Westfassade des Pariser Hôtel de Ville, die im Hintergrund des Fotos zu sehen ist

Das Foto zeigt eine Pariser Straßenszene auf der Rue de Rivoli. Im Vordergrund ist ein Mann von hinten zu sehen, der an einem Tisch eines Cafés sitzt. Auf dem Gehweg vor ihm sieht man einen jungen Mann und eine junge Frau, die einander küssen. Der Mann hat dabei seinen Körper in Richtung des Fotografen gedreht und seine rechte Hand auf die Schulter der Frau gelegt. Auf dem Gehweg sind noch weitere Menschen unterwegs, die alle in Bewegung zu sein scheinen. Gut erkennbar sind ein Mann, der ein Barett und eine Brille trägt und hinter dem Paar läuft, sowie eine Frau, die sich auf derselben Höhe wie das Paar befindet. Hinter dem Gehweg sieht man eine Straße, auf der zwei Autos von links nach rechts fahren. Im Hintergrund ist links verschwommen die Westfassade des Pariser Hôtel de Ville zu sehen, rechts sind weitere Häuser erkennbar.

## Entstehung und Veröffentlichung
Das Foto entstand im März oder April 1950 als Auftragsarbeit für das US-Magazin Life. Robert Doisneau hatte den Auftrag von der Fotoagentur Rapho erhalten, da er bereits vorher mit einer Fotoserie über Liebende begonnen hatte. 
Für den Kuss vor dem Hôtel de Ville engagierte Doisneau die Schauspielschüler Françoise Bornet (1930–2023) und Jacques Carteaud († 2005), die er küssend in der Nähe des Invalidendoms beobachtet hatte. Laut Bornet dauerte das Fotoshooting, bei dem fünf bis sechs Posen an verschiedenen Orten von Paris aufgenommen wurden, einen halben Tag.
Veröffentlicht wurde das Foto in der Life-Ausgabe vom 12. Juni 1950 im regelmäßig erscheinenden Feature Speaking of Pictures … gemeinsam mit sieben weiteren Fotos von Doisneau, die ebenfalls küssende Paare in Paris zeigen. Der Titel der Fotoserie war In Paris young lovers kiss wherever they want to and nobody seems to care (deutsch „In Paris küssen sich junge Liebespaare, wo immer sie wollen, und niemanden scheint es zu stören“). Der Kuss vor dem Hôtel de Ville erschien in beschnittener Form, war kleiner als andere Fotos des Features und nahm durch seine Positionierung eher eine Nebenrolle ein. Untertitelt war er mit „This was short kiss, ‘a kiss rapide,’ says photographer“ (deutsch „Dies war ein kurzer Kuss, ‚ein Kuss rapide‘, sagt der Fotograf“). Der kurze Text des Features berichtet davon, dass – anders als in anderen Städten – junge Paare sich in Paris nicht ruhige Orte zum Küssen suchen. Stattdessen würden sie dies den ganzen Tag und die ganze Nacht an belebten Orten in der Stadt tun. Beachtet würden sie dabei nur von Touristen, Einheimische würden es ignorieren oder gar zustimmend grinsen. Zitiert wird ein Polizist, der dieses Verhalten begrüßt, da die jungen Männer wahrscheinlich Hockey spielen und sich dabei vielleicht verletzen würden, wenn sie nicht mit den Frauen zusammen wären. Der Text nennt den Namen des Fotografen und bezeichnet die Fotos als ungestellt.
Das Feature wurde ein Erfolg und sorgte für viele Leserzuschriften. Kurze Zeit später erschien es in leicht abgewandelter Form in der französischen Zeitung Ce soir als „ce reportage qui a fait ravir les Américains“ (deutsch „Der Artikel, der die Amerikaner so entzückte“).

## Analyse und Einordnung
Der Kuss vor dem Hôtel de Ville lässt sich der sogenannten französischen humanistischen Fotografie der Zeit nach dem Zweiten Weltkrieg zuordnen. Wie der Autor Peter Hamilton in seiner umfassenden Studie zu diesem Genre feststellt, weist Doisneaus Foto viele der für diese Fotografien charakteristischen Merkmale auf. Zunächst handelt es sich wie die meisten Bilder dieses Genres um ein Schwarz-Weiß-Foto. Inhaltlich konzentrierten sich die Fotografien vor allem auf das tägliche Leben der sogenannten classe populaire, die Personen wie Arbeiter, Lehrer, Krankenschwestern, Rentner und Kleinbauern umfasste und sich am besten als das „gemeine Volk“ übersetzen lasse. Die beiden Liebenden auf dem Foto machen auf Hamilton den Eindruck, „gewöhnliche Menschen“ zu sein, und ließen sich damit ebenfalls der classe populaire zuordnen. Charakteristisch für die humanistische Fotografie sei es aber auch, dass der Blickwinkel des Fotografen die Sicht der classe populaire einnehme, was hier durch die Positionierung an einem der Cafétische erreicht werde. Das Zusammenspiel dieses Blickwinkels und der Drehung des küssenden Mannes zum Fotografen hin verhindere zudem, dass das Bild voyeuristisch wirke. Auch dies sei typisch für humanistische Fotografien, die häufig eine Empathie für die abgebildeten Personen vermittelten. Ein weiteres charakteristisches Merkmal sei die Darstellung von universellen menschlichen Emotionen, wie hier der Liebe. Die Vielzahl von Abbildungen von Liebenden aus dieser Zeit stehe dabei auch im Zusammenhang mit einem generellen Wandel in der französischen Gesellschaft, durch den die gegenseitige Zuneigung eine deutlich größere Rolle bei der Partnerwahl zu spielen begann als noch vor dem Krieg.
Ein Grund für die Konzentration vieler Fotografen in Frankreich auf Inhalte des täglichen Lebens war ökonomischer Natur. Zum einen konnten sie solche Bilder sowohl an die kommunistische als auch an die katholische Presse Frankreichs verkaufen, zum anderen verloren diese Bilder nicht so schnell ihren illustrativen und damit auch kommerziellen Wert wie andere Fotos. 
Daneben ist die Hinwendung auf diese Themen auch durch die spezielle soziale und politische Situation in Frankreich nach dem Krieg zu erklären. Es bestand das Bedürfnis, nach der als traumatisch empfundenen Zeit der Besetzung durch das Deutsche Reich und die auf die Befreiung folgende Phase der „Épuration“ (deutsch „Säuberung“) eine neue Vorstellung vom „Französischsein“ zu entwickeln. Laut der Kunsthistorikerin Nina Lager Vestberg haben einige zentrale Elemente der humanistischen Fotografie, die der Kuss aufgreift, direkten Bezug zu Anliegen und Bedürfnissen der französischen Gesellschaft in dieser Zeit. So repräsentiere die Straße die Freiheit, das Café die Geselligkeit, Paris Frankreich selbst und die gewöhnlichen Menschen diejenigen, die Frankreich wiederaufbauten. Das verliebte Paar repräsentiere die Familien, die die zwölf Millionen Babys zeugen sollten, die sich General Charles de Gaulle gewünscht hatte, um damit das französische Geburtendefizit auszugleichen.
Für Vestberg ist Der Kuss zusammen mit dem Life-Artikel, in dem er erschien, aber auch ein Dokument, das Aussagen über die USA der Nachkriegszeit zulasse. Zwar berichtete das Life-Magazin im Wesentlichen über die Vereinigten Staaten, nutzte Berichte über Frankreich aber regelmäßig, um ein im Vergleich zu den USA weniger beeindruckendes, wenn auch glamouröseres Gegenbild zu schaffen. Die Berichte beschränkten sich dabei meist auf vergleichsweise seichte Themen wie Liebe, Mode und Kunst; aktuelle französische Politik spielte eine untergeordnete Rolle. Trotzdem waren diese Berichte aus Sicht von Vestberg politisch gefärbt. Frankreich diente in dieser Zeit meist als Symbol für zwei der größten Ängste der USA: Sexualität und Kommunismus. Auch der kurze Text, der die Kuss-Fotos begleitete, bediene durch die Betonung, dass kein Pariser sich an den küssenden Pärchen störe, das in den USA verbreitete Vorurteil der sexuell zügellosen Franzosen. Dies werde auch durch die Versicherung des Magazins gestützt, die Fotos seien nicht gestellt worden. Das Zitat des Polizisten lasse zudem einen politischen Subtext erkennen, der den französischen Männern vorwirft, zu schwach zu sein, um ihr Land und ihre Frauen zu verteidigen.

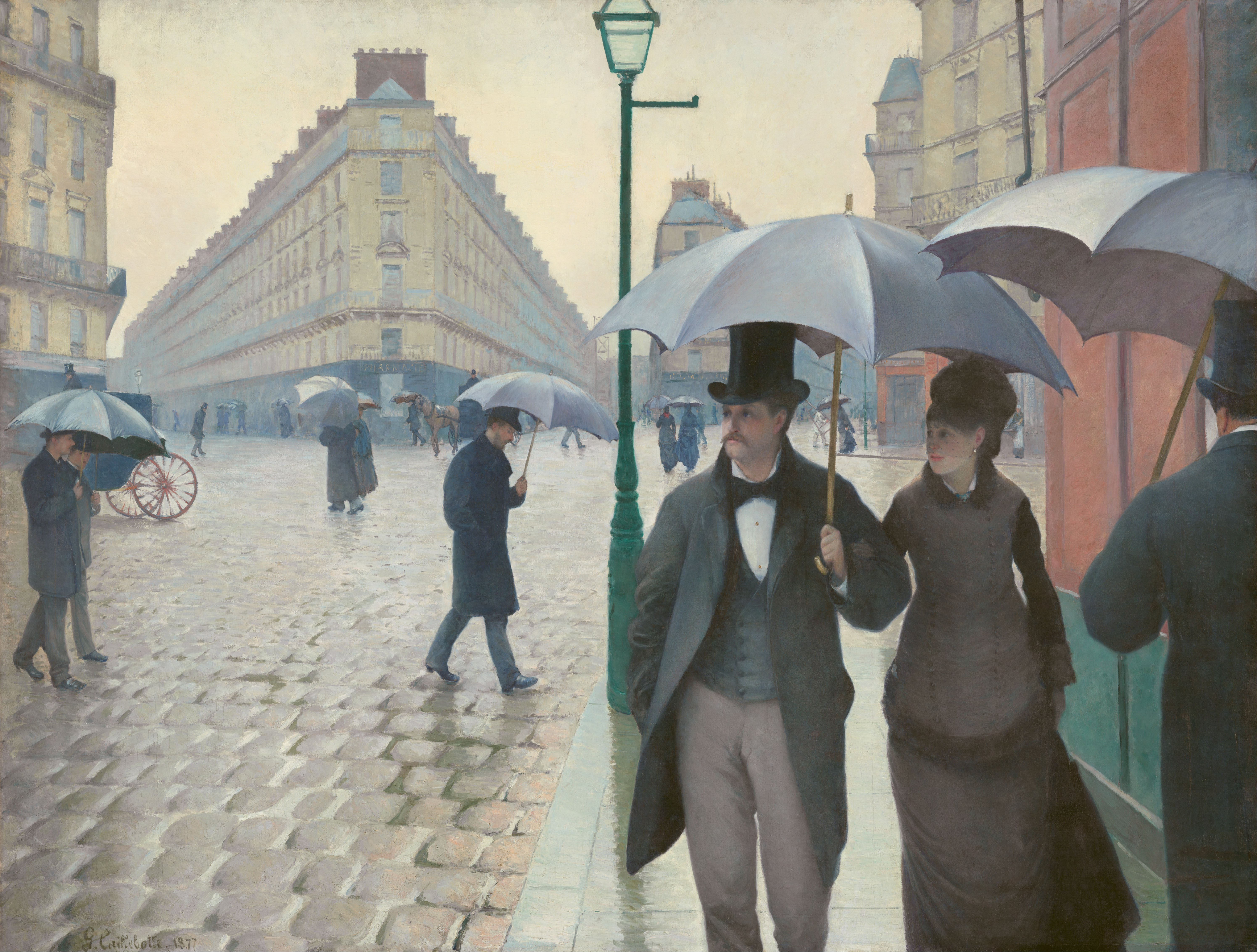
Gustave Caillebotte: Straße in Paris an einem regnerischen Tag, 1877

Anne Grevstad-Nordbrock sieht beim Kuss vor dem Hôtel de Ville Bezüge zur Kunst des 19. Jahrhunderts. So erinnere das Foto mit seinem flüchtigen Blick auf flanierende Pariser an Gemälde französischer Impressionisten. Im Besonderen sieht sie Ähnlichkeiten zu dem Gemälde Straße in Paris an einem regnerischen Tag von Gustave Caillebotte, da beide Werke den Fokus auf den „Zuschauer als Spektakel“ (englisch „spectator as spectacle“) legten. Während man bei Caillebotte dem laufenden Paar dabei zuschauen könne, wie es die Passanten beobachte, geselle man sich bei Doisneaus Foto zu dem Mann im Vordergrund, der an dem Cafétisch sitzt und das küssende Paar betrachtet.

## Nachwirkung
Mitte der 1980er wurden die Bilder französischer humanistischer Fotografen aus den 1940er und 1950er Jahren von einer Nostalgie-Welle erfasst und fanden dadurch ein großes neues Publikum. Dies trifft im Besonderen auf Den Kuss vor dem Hôtel de Ville zu, der seitdem auf einer Vielzahl von Produkten wie Postern, Kalendern, Postkarten und Schreibwaren abgebildet wurde. Neben den legal gedruckten 500.000 Postern und 400.000 Postkarten, von denen 2005 die Direktorin der Fotoagentur Rapho sprach, wurde weltweit eine hohe Zahl von Raubkopien vertrieben. Die Aufnahme gilt damit als eine der meistreproduzierten Fotografien der Welt und hat sich laut Nina Lager Vestberg zu einer „universellen ikonischen Repräsentation von Liebe oder Romantik“ entwickelt. Der anhaltende Erfolg beruht für Vestberg neben der Darstellung eines „‚prägnanten Moments‘ voll erotischer Verheißungen“ auch auf der Bewegungsunschärfe des Fotos, die den Eindruck vermittelt, das Foto wäre wirklich als spontaner Schnappschuss entstanden. Besondere Beliebtheit wird dem Foto beim weiblichen Publikum nachgesagt. So eröffnet es laut Anne Grevstad-Nordbrock Frauen die Möglichkeit, in ihrer Vorstellung dem Alltag an einen Ort zu entfliehen, der von Leidenschaft und Spontanität geprägt ist.
Der große kommerzielle Erfolg der Fotografie führte dazu, dass der Fotograf Doisneau von mehreren Personen verklagt wurde. Ein Ehepaar namens Lavergne hatte sich vermeintlich auf dem Foto erkannt und forderte wegen der Verletzung ihrer Privatsphäre 500.000 Franc von Doisneau. Die Klage wurde 1993 vom Tribunal de Grande Instance in Paris abgewiesen, da Doisneau erstmals zugab, dass er das Foto mit Darstellern aufgenommen hatte, es also gestellt war; er konnte dies auch mit verschiedenen Aufnahmen desselben Paares belegen. In einem parallelen Verfahren forderte Françoise Bornet, die küssende Frau, 100.000 Francs und einen Anteil an den Einnahmen an der Fotografie von Doisneau und der Fotoagentur Rapho. Doisneau bestritt zwar nicht, dass Bornet das Model auf dem Foto war, sagte aber, dass sie bereits bezahlt worden sei. Das Gericht wies auch Bornets Forderung zurück, da sie auf dem Foto aufgrund ihrer Position nicht erkennbar sei und damit keine Rechte an dem Bild einfordern könne.
2005 versteigerte Bornet einen Abzug des Fotos, den sie 1950 als Teil ihrer Bezahlung von Doisneau erhalten hatte. Bei einem Schätzpreis zwischen 15.000 und 20.000 Euro bot ein anonym bleibender Schweizer 155.000 Euro. In Folge der Versteigerung erschien ein Artikel in der Irish Times, in dem eine irische Familie behauptete, der Mann mit dem Barett auf dem Foto sei ihr verstorbener Vater Jack Costello, ein Auktionator aus Dublin. Er habe sich zu dieser Zeit auf einer Pilgerreise nach Rom befunden und sei zufällig aufgenommen worden. Die Familie betonte, dass sie im Gegensatz zu Bornet und den Lavergnes mit dieser Behauptung keine finanziellen Forderungen verbinden wolle. Jahre vorher hatte sich bereits ein Anwalt aus Montréal in dem Mann mit dem Barett wiedererkannt.
Inspiriert durch die Klage des Ehepaars Lavergne veröffentlichte der französische Schriftsteller Philippe Delerm 1993 den Roman Les amoureux de l’Hôtel de Ville über einen Mann, der in dem Glauben aufgewachsen ist, dass seine Eltern das Paar auf dem Foto seien. 
Das Foto spielt auch eine Rolle im US-Spielfilm Singles – Gemeinsam einsam aus dem Jahr 1992, in dem es einem Protagonisten als Talisman dient und ihn überzeugt, intuitiv, mutig, treu und romantisch zu sein. Daneben wird es in den Medien zur Illustration benutzt, so etwa 1997 vom US-Frauenmagazin Mirabella für einen Artikel über Untreue. Der Ort der Aufnahme wurde zu einer Touristenattraktion. So beschreibt das Buch The Best Places to Kiss in Paris aus dem Jahr 2002, wie man das Foto am Originalschauplatz nachstellen kann.